# Alexis Jenni
Alexis Jenni (ejtsd: aleksi ʒeni) (Lyon, 1963 –) francia író, aki Lyon egyik középiskolájában biológiatanárként dolgozik. Tanári munkája mellett amolyan „vasárnapi íróként” öt évig írta 2011-ben megjelent első regényét, a L’art français de la guerre-t (A háború francia művészete), amely elnyerte a legértékesebb francia irodalmi díjként számon tartott Goncourt-díjat.

## Élete
Alexis Jenni 1963-ban született Lyonban. Gyermek- és ifjúkorát egy Ain megyei kisvárosban, Belley-ben töltötte, ott járt elemi és középiskolába is. Szülei is a helyi gimnáziumban dolgoztak: apja némettanárként, anyja pedig könyvtárosként.
Alexis később biológiatanári diplomát szerzett, s – a ma használt francia terminológiával – ’élet- és földtudományt’ tanít a lyoni Lycée Saint-Marc nevű gimnáziumban.
Lyonban él feleségével és három fiával.

## Műve és művészete
- L'art français de la guerre, Párizs, Éditions Gallimard, 2011, ISBN 978-2-07-013458-8

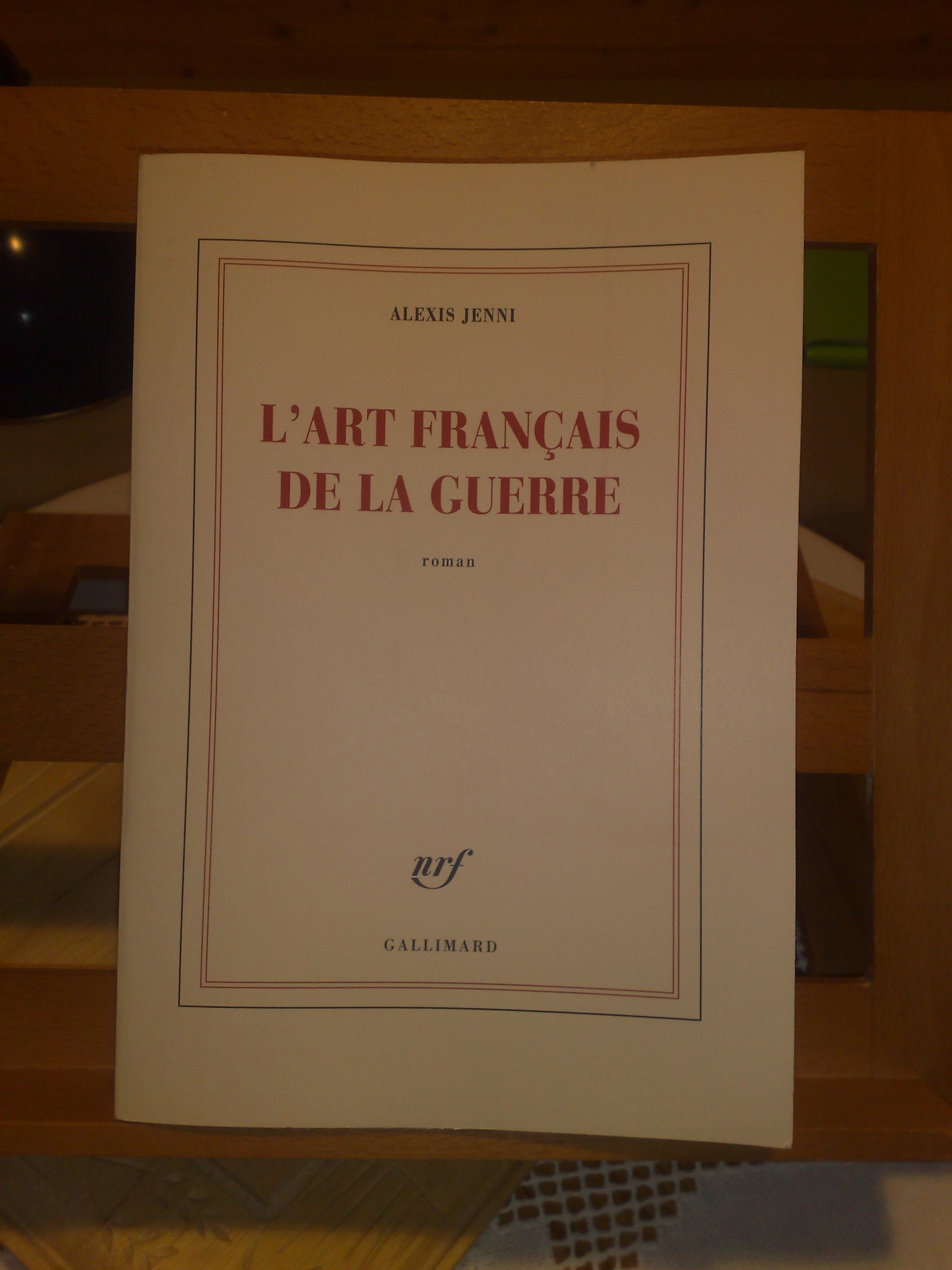
A L’art français de la guerre első kiadása

Jenni klasszikus francia nyelven, a narráció klasszikus szabályai szerint megírt könyvében korunk bonyolult erkölcsi-filozófiai problémáit, az erőszak - bármely erőszak - alkalmazásának pusztító hatását mutatja be. A mesterien megszerkesztett, váltakozva regény- és kommentárfejezetekre oszló mű első fejezete napjainkban, a 21. század elején játszódik, s a kommentár-részek mindig visszatérnek a jelenhez, de a regényfejezetek az „elfelejtett húszéves háborúról” szólnak, azaz arról a húszéves időszakról, amely a második világháború alatti francia ellenállástól az indokínai piszkos háborún át az algériai piszkos háború befejezéséig, 1962-ig tartott.
A 600 oldalas mű úgy tiltakozik az erőszak minden formája ellen, hogy bemutatja: az ellenállási mozgalomban, a vietnámi háborúban, majd Algériában ugyanazok a franciák harcoltak... Azt sugallja, hogy aki egyszer embert öl, az menthetetlenül gyilkossá válik, akkor is, ha ezt kezdetben "jó cél érdekében" (a német megszállók kárára) tette: "A végén már csak egyetlen dologra voltak képesek, arra, hogy öljenek. /.../ Végső elkeseredésükben megöltek mindenkit, akivel találkoztak. Mit értek el vele: gyalázatot, zűrzavart, a maguk és mások pusztulását. Az idő folyamát kavicsdobálással nem lehet visszafordítani; lassítani sem lehet. De ők ezt nem tudták megérteni."